# John Nutt (pirate)
Pour les articles homonymes, voir John Nutt.

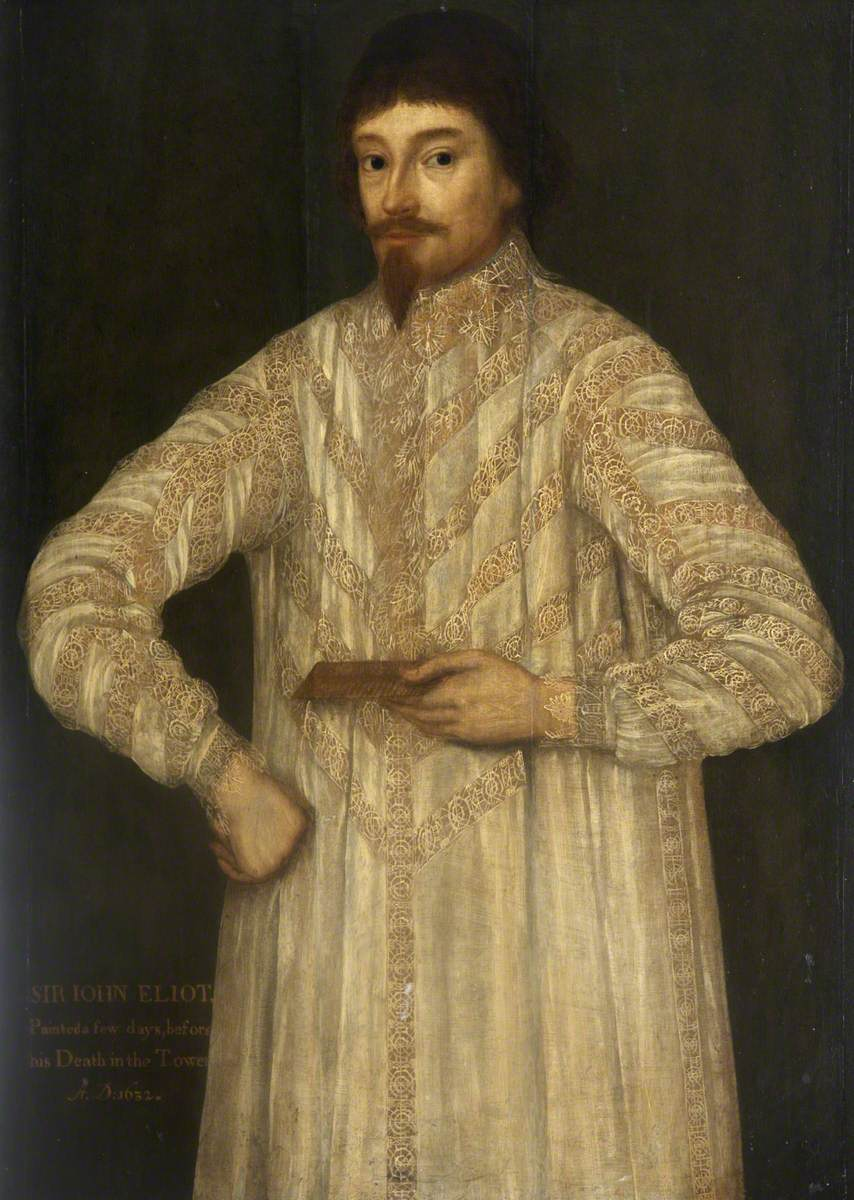

John Nutt était un pirate anglais du XVIIe siècle.
Il était l'un des brigands les plus notoires de son temps à attaquer les côtes du sud du Canada et de l'ouest de l'Angleterre pendant plus de trois ans avant sa capture par Sir John Eliot en 1623. Son arrestation et sa condamnation ont provoqué un scandale devant le tribunal anglais, lorsqu'il a été mis en évidence des faits de corruption de la part de Nutt auprès d'Eliot. Il a finalement été libéré par le secrétaire d'État George Calvert.

## Biographie
Né à Lympstone, près d'Exmouth dans le Devon, en Angleterre, John Nutt est arrivé à Terre-Neuve comme canonnier sur un navire de Dartmouth vers 1620. Il a décidé de s'établir dans la région de façon permanente et a déménagé sa famille pour vivre à Torbay, (Terre-Neuve-et-Labrador). Il a rapidement organisé un petit équipage avec lequel il a saisi un petit bateau de pêche français ainsi que deux autres navires français (un autre récit prétend que les navires étaient anglais et flamands) au cours de l'été 1621 avant de retourner sur la côte ouest de l'Angleterre. Il a continué à utiliser des marins au chômage, en particulier ceux enrôlés par la presse, et a attiré un nombre important issu de la Royal Navy, versant des salaires et des commissions réguliers. Il a également offert ses services pour protéger les établissements français et anglais, y compris la colonie d'Avalon, alors sous la direction de George Calvert.
Il a continué à effectuer des raids maritimes dans le golfe du Saint-Laurent et la mer d'Irlande pendant plus de trois ans, évitant souvent de se faire arrêter. Il achète sa rédemption au vice-amiral du Devon : John Eliot (en)  en échange de 500 £ mais il a été arrêté par John Eliot et emprisonné une fois de retour en Angleterre. Jugé et reconnu coupable de piraterie, John Nutt était sur le point d'être pendu lorsque George Calvert, alors secrétaire d'État, est intervenu pour sauver son vieil ami. Il avait connu John Nutt et sa famille vivaient dans la colonie d'Avalon. John Nutt a été gracié et a également accordé 100 £ d'indemnisation tandis qu'Eliot, pour sa trahison, a été accusé de malversation et emprisonné,.